# Amtmandsgården (Viborg)
Amtmandsgården er en bygning på Store Sankt Hans Gade 2, på hjørnet til Nytorv i Viborg. Amtmandsgården har siden Kong Frederik 6.s tid været byens officielle sted, hvor regenterne har opholdt sig under deres besøg i Viborg. Bygningen og den tilhørende have har været fredet siden 1918.
Den første gård på grunden brændte ved den store bybrand i 1726. Gården var ejet af Janus Friedenreich fra herregården Palstrup, og denne begyndte først genopførslen over 20 år efter branden, fordi de offentlige myndigheder havde truet med at overtage brandtomten. Det er sandsynligvis arkitekten Nicolaus Hinrich Rieman der har tegnet bygningen. I 1755 under opførslen af den nye gård døde Friedenreich, og det var derfor enken der i 1757 færdiggjorde byggeriet. Hun flyttede umiddelbart efter færdiggørelsen ind i bygningen og kaldte den "Friedenreichs Gård". Slægten Friedenreich solgte i 1781 ejendommen.
Staten købte i 1820 ejendommen, og indrettede den som amtmandsgård. I denne funktion tjente huset indtil den sidste amtmand gik på pension i sommeren 2004. 